# Gornozavodsk
Gornozavodsk (en rus: Горнозаводск) és una ciutat de Rússia, es troba al territori de Perm. El 2023 tenia 10.890 habitants. Es troba entre els rius Koiva i Vitxai, de la conca del Kama, a 125 km al nord-est de Perm i a 1.281 km al nord-est de Moscou.

## Història
Es va fundar el 1947 durant la construcció d'una planta de ciment prop de l'estació de Pàixia, a la línia Perm-Txussovoi-Kutxva-Iekaterinburg. El 22 de juliol de 1950 la vila rebé l'estatus d'assentament urbà, anomenada aleshores Novopàixiski, el 1965 rebé l'estatus de ciutat així com el seu nom actual.